# Seeed
Seeed is een Duitse reggae/dancehall band uit Berlijn. De band begon in 1998 en heeft na enkele jaren enige bekendheid vergaard in Duitsland en omringende landen. Seeed is anno 2006 de meest succesvolle Duitse reggae-act naast de Keulse Gentleman. Seeed bestaat uit elf bandleden, waaronder drie zangers, een blazerssectie en een dj. Seeed staat bekend om het ongebruikelijke gebruik van blazers. De band heeft gewerkt met Cee Lo Green, Anthony B,
Tanya Stephens, General Degree en andere Jamaicaanse artiesten en producers. Seeeds teksten zijn geschreven in het Duits, Engels en Patois. De grootste hit van de band in het Duitse taalgebied waren Dickes B, Aufsteh'n, Ding en Music Monks.
Hun eerste echte hit was "Dickes B": een liefdesverklaring voor Berlijn. De band won twee Echo Awards. Met de internationale versies van "Music Monks" en "Next!", brak de band door over de grenzen van buurlanden, vooral in Frankrijk.
In Nederland hebben ze op Reggae Sundance Festival 2003, Pinkpop, Lowlands festival gestaan,op 2 seven's splash en op Eurosonic.
Op 31 mei 2018 overleed Demba Nabé, een van de zangers.

## Discografie
Cd's:
- "New Dubby Conquerors" ep (2000)
- "Dickes B" ep (2001)
- "Dancehall Caballeros" lp (2001)
- "Waterpumpee" ep (2002)
- "Music Monks" ep (2003)
- "Music Monks" lp (2003)
- "Electric Boogie ep" ep (2003)
- "Release" ep (2003)
- "Music Monks" "International Version" lp (2004)
- "Aufstehn" ep (2005)
- "Next!" lp (2005)
- "Schwinger" ep (2005)
- "Ding" ep (2006)
- "Next!" "International Version" lp (2006)
- "Seeed" lp (2012)
- "Bam Bam" lp (2019)

Riddims:
- "Rodeo" (2005 Germaican Rec.)
- "Rodeo Refix" (2005 Germaican Rec.)
- "High Noon" (2005 Germaican Rec.)
- "Curefix" (2004 Germaican Rec.)
- "Doctors Darling" (2003 Germaican Rec.)
- "Electric Boogie" (2003 Germaican Rec.)
- "Pharaoh" (2003 Germaican Rec.)
- "FrogAss" (2001 Germaican Rec.)